# تيد نوربرت
تيد نوربرت (بالإنجليزية: Ted Norbert)‏ هو لاعب كرة قاعدة أمريكي، ولد في 17 مايو 1908 في بروكلين في الولايات المتحدة، وتوفي في 19 أغسطس 1991 في سان خوان في الولايات المتحدة.